# 廣島西飛行場
廣島西飛行場（日语：／ Hiroshima-Nishi hikōjō */?）是一個位於日本廣島縣廣島市西區的飛行場。現已廢止，並改建為直升機機場。

## 歷史
- 1961年：日本運輸省管理的廣島機場啟用。

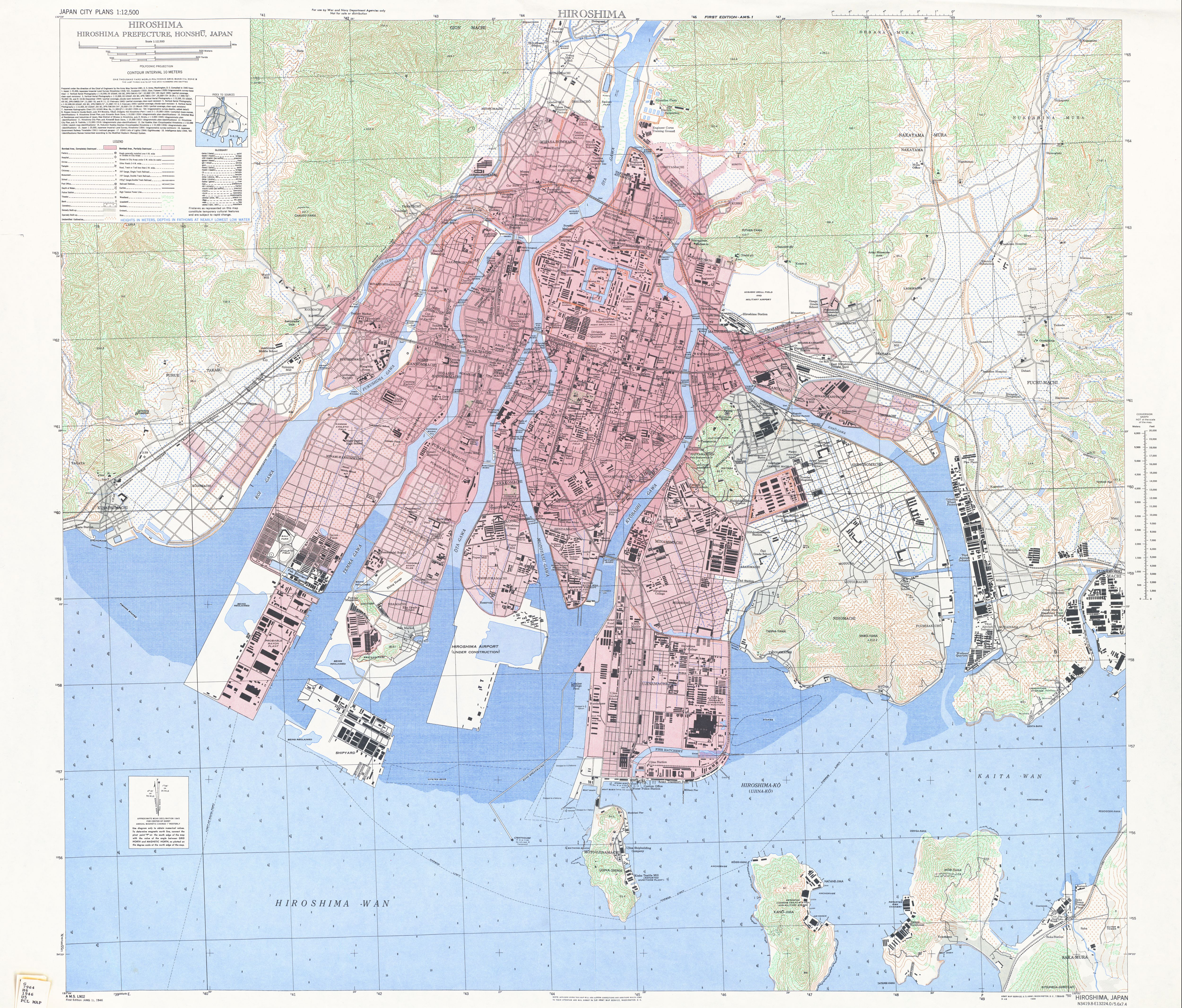
1945年之廣島市地圖。地圖中央下的「Hiroshima Airport」為当時的吉島飛行場。廣島西飛行場位於下方左側標註「Being Reclaimed」縱長形區塊。

- 1972年：跑道長度增1200米至1800米。
- 1993年10月29日：位於三原市的新廣島機場啟用。舊廣島機場成為廣島縣政府管理的「廣島西飛行場」。
- 2010年10月31日：完全廢止定期航線。
- 2011年3月10日：廣島市議會否決廣島市將飛行場市營化的議案（日語：広島シティ空港条例制定案），廣島西飛行場實際上被廢除。
- 2011年9月22日：飛行場的 VOR/DME 設備拆除。
- 2012年3月2日：広島県向国土交通省大阪航空局長申請原址改設置直升機坪。
- 2012年6月5日：国土交通省大阪航空局長同意通過直升機坪設置申請。
- 2012年11月15日：廣島西飛行場即日起廢止（国交省告示1143号），原址改為公共直升機場（国交省告示1144号）。

## 對外交通
- 廣電巴士
  - 3号線 往廣島站（經八丁堀、紙屋町（日语：紙屋町・八丁堀）、市公所前（日语：市役所前停留場 (広島縣)）、旭橋入口）
  - 8号線 往横川站（經西觀音町停留場（西区公所）、旭橋入口）

在仍有定期航班時、往機場的巴士乘坐時間需要「150分以上」。在沒有直達交通之下，旅客只能經廣島站或紙屋町換乘前往。

## 其他
- 航站一樓，廣島三箭在該處設立了辦事處。
- 航站二樓，已經改建成安置各種大大小小的飛機模型展覽室。
- 當仍是作為主要聯外的「廣島機場」時，縣內不少巴士路線以廣島西飛行場作為起點和終點。但即使是現在改為公共直升機場，仍有巴士路線以此做為總站、於早傍晚繁忙時段服務此地以及鄰近的三菱重工廣島工場（觀音工場）。